# 長谷川成一
長谷川 成一（はせがわ せいいち、1949年 - ）は、日本の日本史学者。弘前大学名誉教授。

## 略歴
秋田県本荘市（現・由利本荘市）生まれ。1971年弘前大学人文学部国史学科卒、1973年東京大学大学院修士課程修了、東大史料編纂所入所、75年助手、79年弘前大人文学部講師、助教授、教授。1999年「近世国家と東北大名」で東大文学博士。弘大付属図書館長。2014年定年退任、名誉教授。

## 著書
- 『失われた景観 名所が語る江戸時代』吉川弘文館 1996
- 『近世国家と東北大名』吉川弘文館 1998
- 『弘前藩』吉川弘文館 日本歴史叢書 2004
- 『北奥羽の大名と民衆』清文堂出版 2008
- 『北の世界遺産白神山地の歴史学的研究 森林・鉱山・人間 :北方社会史の視座 歴史・文化・生活 別巻』清文堂出版 2014

### 共編
- 『津軽藩の基礎的研究』編 国書刊行会 1984
- 『北奥地域史の研究 北からの視点』編 名著出版 1988
- 『北の城下町弘前 1989年弘前シンポジウム報告集』編著 名著出版 1990
- 『図説日本の歴史 2　図説青森県の歴史』盛田稔と責任編集 河出書房新社 1991
- 『青森県の歴史』小口雅史、小岩信竹、村越潔共著 山川出版社 2000
- 『街道の日本史　津軽・松前と海の道』編 吉川弘文館 2001
- 『日本海域歴史大系 第4巻(近世篇 1)』小林昌二監修 千田嘉博共編 清文堂出版 2005
- 『日本三景への誘い 松島・天橋立・厳島』島尾新共編 清文堂出版 2007
- 『北方社会史の視座 歴史・文化・生活 第1巻』関根達人、瀧本壽史共編 監修 清文堂出版　2007
- 『北奥地域史の新地平』編 岩田書院 2014